# Энгебротен, Хальгейр
Хальгейр Энгебротен (норв. Hallgeir Engebråten; род. 17 декабря 1999; Конгсвингер) — норвежский конькобежец, олимпийский чемпион и бронзовый призёр Игр (2022).

## Биография
Хальгейр Энгебротен начал заниматься конькобежным спортом в раннем детстве при финансовой поддержке его отца Гейра Энгебротена и матери Турид Хауг. В возрасте 8-ми лет он стал участвовать в молодёжных соревнованиях. В 15 лет переехал от родителей из семейной фермы в Норд-Одале в Хамар, чтобы поступить в спортивную школу и тренироваться под руководством бывшего ветерана сборной Эскила Эрвика.
Энгебротен впервые выступил на международном уровне на чемпионате Европы 2018 года в Коломне, заняв 21-е место на дистанции 1500 м и 15-е место на дистанции 5000 м. В следующем году он завоевал серебряную медаль на дистанции 5000 м и золотую медаль в командной гонке преследования на чемпионате мира среди юниоров в Базельга-ди-Пине. В начале сезона 2019/20 он провел свои первые забеги в рамках Кубка мира в Минске, заняв 22-е место на дистанции 5000 м и 17-е место на дистанции 1500 м, оба в группе В. Затем в этом сезоне он завоевал бронзовую медаль в командной гонке преследования на чемпионате Европы 2020 года в Херенвене и занял седьмое место в командной гонке преследования на чемпионате мира на отдельных дистанциях 2020 года в Солт-Лейк-Сити. После первых мест на чемпионатах Норвегии на дистанциях 5000 м и 10000 м в начале сезона 2020/21 он занял пятое место в многоборье на чемпионате Европы 2021 года в Херенвене. На чемпионате мира этого же года в Херенвене одержал свою первую победу в командной гонке преследования. Кроме того, он несколько раз финишировал в первой десятке на 1500 метров и стайерских дистанциях на этапах Кубка мира, что позволило ему занять девятое место в общем зачёте Кубка мира на дистанциях 5000/10 000 м и четвёртое место в общем зачёте Кубка мира на дистанции 1500 м. На главном событии сезона, чемпионате мира на отдельных дистанциях 2021 года в Херенвене, он занял 12-е место в беге на 5000 м, 10-е место в беге на 1500 м и 4-е место в командной гонке преследования.
На XXIV зимних Олимпийских играх в Пекине Хальгейр во второй день соревнований 6 февраля 2022 года в личных соревнованиях на дистанции 5000 метров завоевал бронзовую медаль.
После фантастического сезона прошлой зимой Хальгейр не смог принять участие на чемпионате Европы в Херенвене в январе 2023 года. У него возникла проблема со здоровьем, обострилась астма, с которой он боролся несколько лет и появилась неопределенность в отношении его будущей карьеры. Однако уже в марте 2024 года он участвовал на чемпионате мира в классическом многоборье в немецком  Инцелле, где завоевал бронзовую медаль по сумме 4-х дистанции.